# Indianapolis 500 in 1988
De 72e Indianapolis 500 werd gereden op zondag 29 mei 1988 op de Indianapolis Motor Speedway. Penske Racing coureur Rick Mears won de race voor de derde keer in zijn carrière.

## Startgrid
| Rij | Binnen              | Midden             | Buiten                |
| --- | ------------------- | ------------------ | --------------------- |
| 1   | Rick Mears          | Danny Sullivan     | Al Unser              |
| 2   | Mario Andretti      | Al Unser Jr.       | Arie Luyendyk         |
| 3   | Scott Brayton       | Emerson Fittipaldi | Derek Daly            |
| 4   | Michael Andretti    | Randy Lewis        | Roberto Guerrero      |
| 5   | Kevin Cogan         | Tom Sneva          | Phil Krueger          |
| 6   | Dick Simon          | Teo Fabi           | Jim Crawford          |
| 7   | Bobby Rahal         | Raul Boesel        | Dominic Dobson        |
| 8   | A.J. Foyt           | Bill Vukovich III  | Tony Bettenhausen Jr. |
| 9   | Tero Palmroth       | Steve Chassey      | John Andretti         |
| 10  | Rocky Moran         | Stan Fox           | Johnny Rutherford     |
| 11  | Ludwig Heimrath Jr. | Rich Vogler        | Howdy Holmes          |

## Race
De eerste helft van de race werd gedomineerd door Penske Racing coureur Danny Sullivan. Hij reed 91 ronden aan de leiding maar hij crashte tijdens de 101e ronde na een probleem met de voorvleugel van zijn wagen. De tweede helft van de race werd gedomineerd door zijn teamgenoot Rick Mears, die 89 ronden aan de leiding reed en de race voor de derde keer won.
| #                                                                            | Coureur               | Auto             | Ronden | Opgave     |
| ---------------------------------------------------------------------------- | --------------------- | ---------------- | ------ | ---------- |
| 1                                                                            | Rick Mears            | Penske-Chevrolet | 200    |            |
| 2                                                                            | Emerson Fittipaldi    | March-Chevrolet  | 200    |            |
| 3                                                                            | Al Unser              | Penske-Chevrolet | 199    |            |
| 4                                                                            | Michael Andretti      | March-Cosworth   | 199    |            |
| 5                                                                            | Bobby Rahal           | Lola-Judd        | 199    |            |
| 6                                                                            | Jim Crawford          | Lola-Buick       | 198    |            |
| 7                                                                            | Raul Boesel           | Lola-Cosworth    | 198    |            |
| 8                                                                            | Phil Krueger          | March-Cosworth   | 196    |            |
| 9                                                                            | Dick Simon            | Lola-Cosworth    | 196    |            |
| 10                                                                           | Arie Luyendyk         | Lola-Cosworth    | 196    |            |
| 11                                                                           | Kevin Cogan           | March-Cosworth   | 195    |            |
| 12                                                                           | Howdy Holmes          | March-Cosworth   | 192    |            |
| 13                                                                           | Al Unser Jr.          | March-Chevrolet  | 180    |            |
| 14                                                                           | Bill Vukovich III (R) | March-Cosworth   | 179    |            |
| 15                                                                           | Randy Lewis           | Lola-Cosworth    | 175    |            |
| 16                                                                           | Rocky Moran (R)       | March-Cosworth   | 159    | Mechanisch |
| 17                                                                           | Rich Vogler           | March-Cosworth   | 159    | Ongeval    |
| 18                                                                           | Dominic Dobson (R)    | Lola-Cosworth    | 145    | Mechanisch |
| 19                                                                           | Tero Palmroth (R)     | Lola-Cosworth    | 144    | Mechanisch |
| 20                                                                           | Mario Andretti        | Lola-Chevrolet   | 118    | Mechanisch |
| 21                                                                           | John Andretti (R)     | Lola-Cosworth    | 114    | Mechanisch |
| 22                                                                           | Johnny Rutherford     | Lola-Buick       | 107    | Ongeval    |
| 23                                                                           | Danny Sullivan        | Penske-Chevrolet | 101    | Ongeval    |
| 24                                                                           | Steve Chassey         | March-Cosworth   | 73     | Ongeval    |
| 25                                                                           | Ludwig Heimrath Jr.   | Lola-Cosworth    | 59     | Ongeval    |
| 26                                                                           | A.J. Foyt             | Lola-Cosworth    | 54     | Ongeval    |
| 27                                                                           | Tom Sneva             | Lola-Judd        | 32     | Ongeval    |
| 28                                                                           | Teo Fabi              | March-Porsche    | 30     | Ongeval    |
| 29                                                                           | Derek Daly            | Lola-Cosworth    | 18     | Mechanisch |
| 30                                                                           | Stan Fox              | March-Chevrolet  | 2      | Mechanisch |
| 31                                                                           | Scott Brayton         | Lola-Buick       | 0      | Ongeval    |
| 32                                                                           | Roberto Guerrero      | Lola-Cosworth    | 0      | Ongeval    |
| 33                                                                           | Tony Bettenhausen Jr. | Lola-Cosworth    | 0      | Ongeval    |
| Gemiddelde snelheid : 233,047 km/h - Snelste Ronde : Rick Mears, 337,18 km/h |                       |                  |        |            |
| Aantal neutralisaties : 14 (68 van de 200 ronden in totaal)                  |                       |                  |        |            |

## Externe link

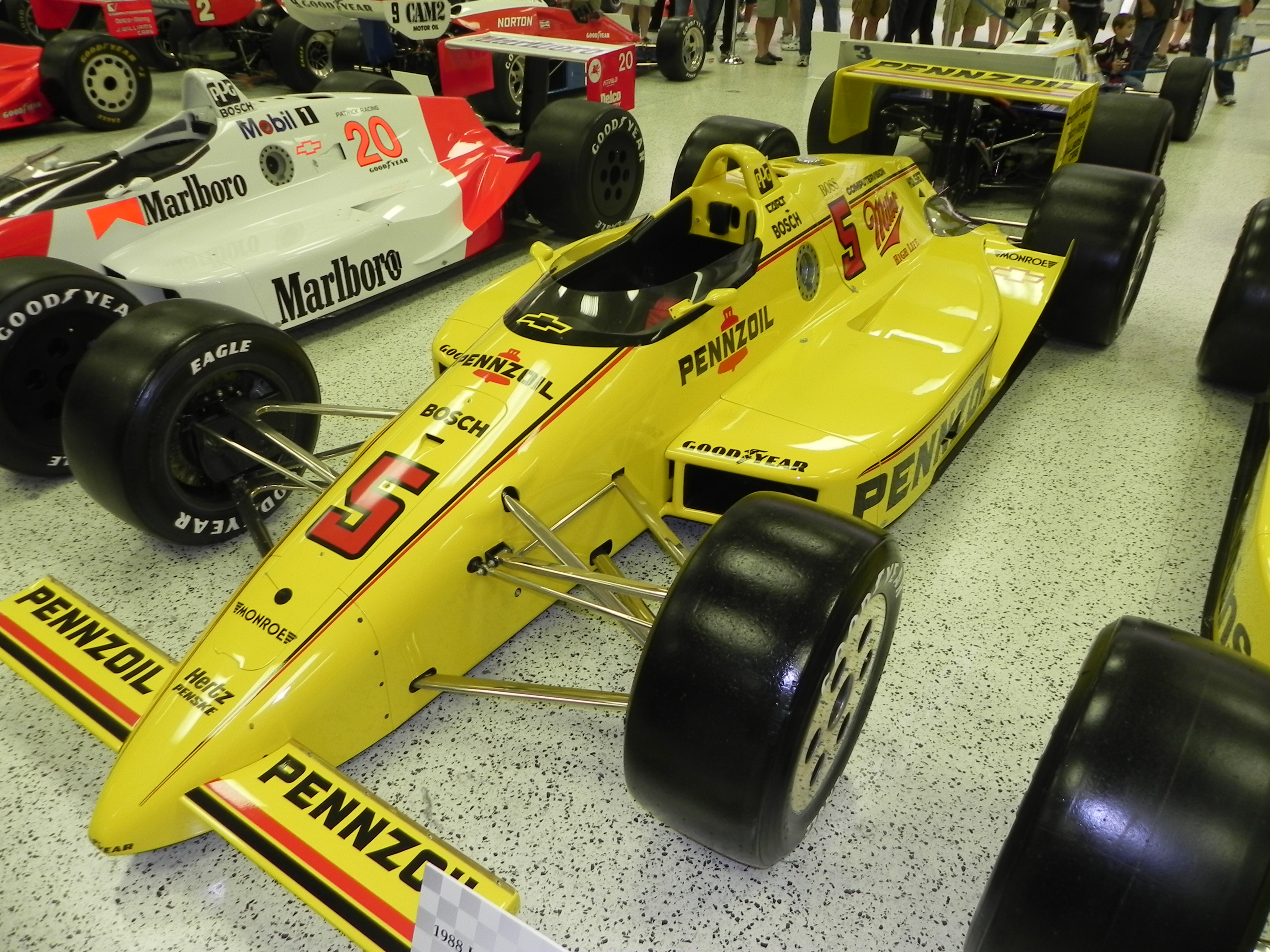
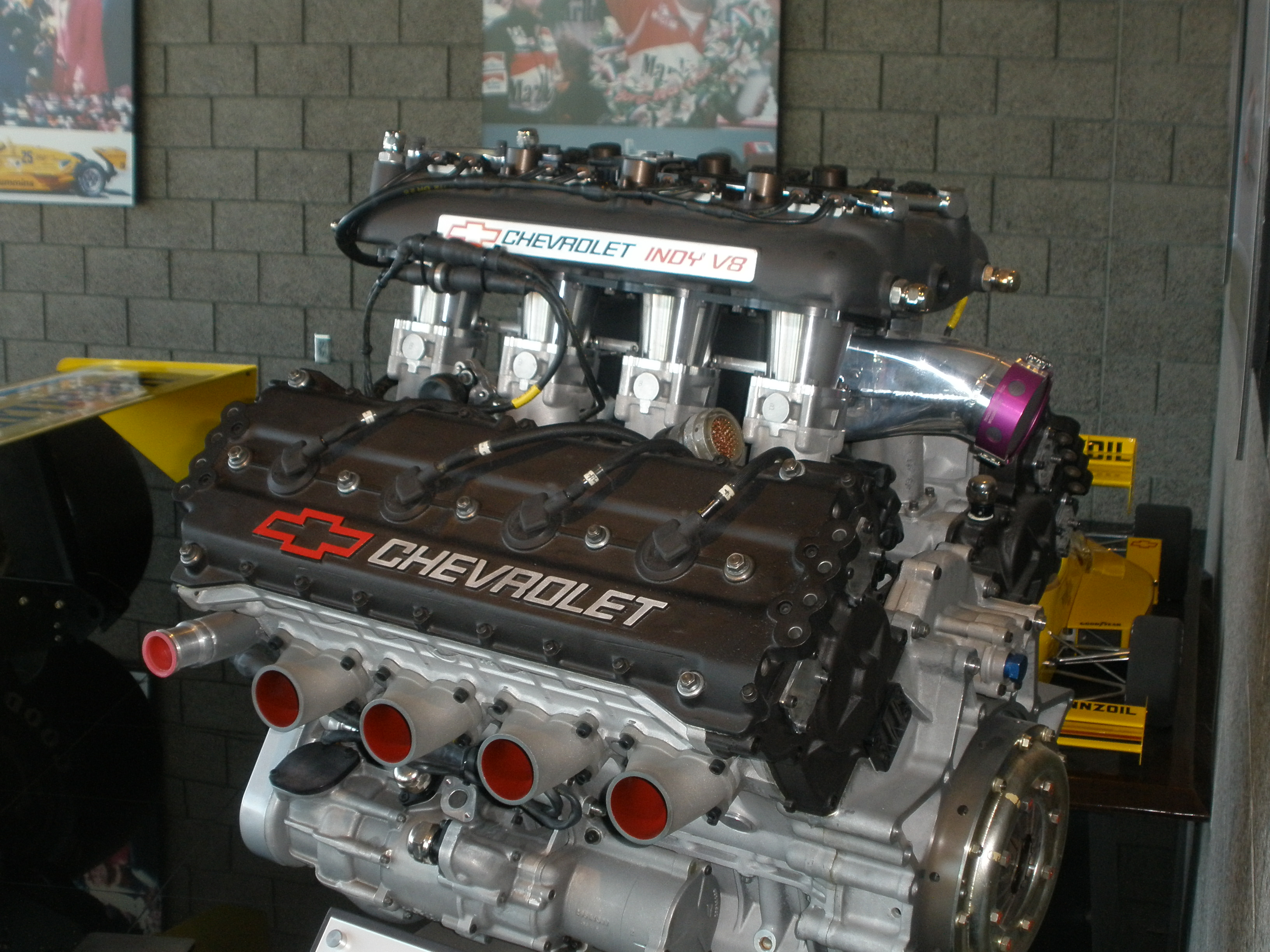
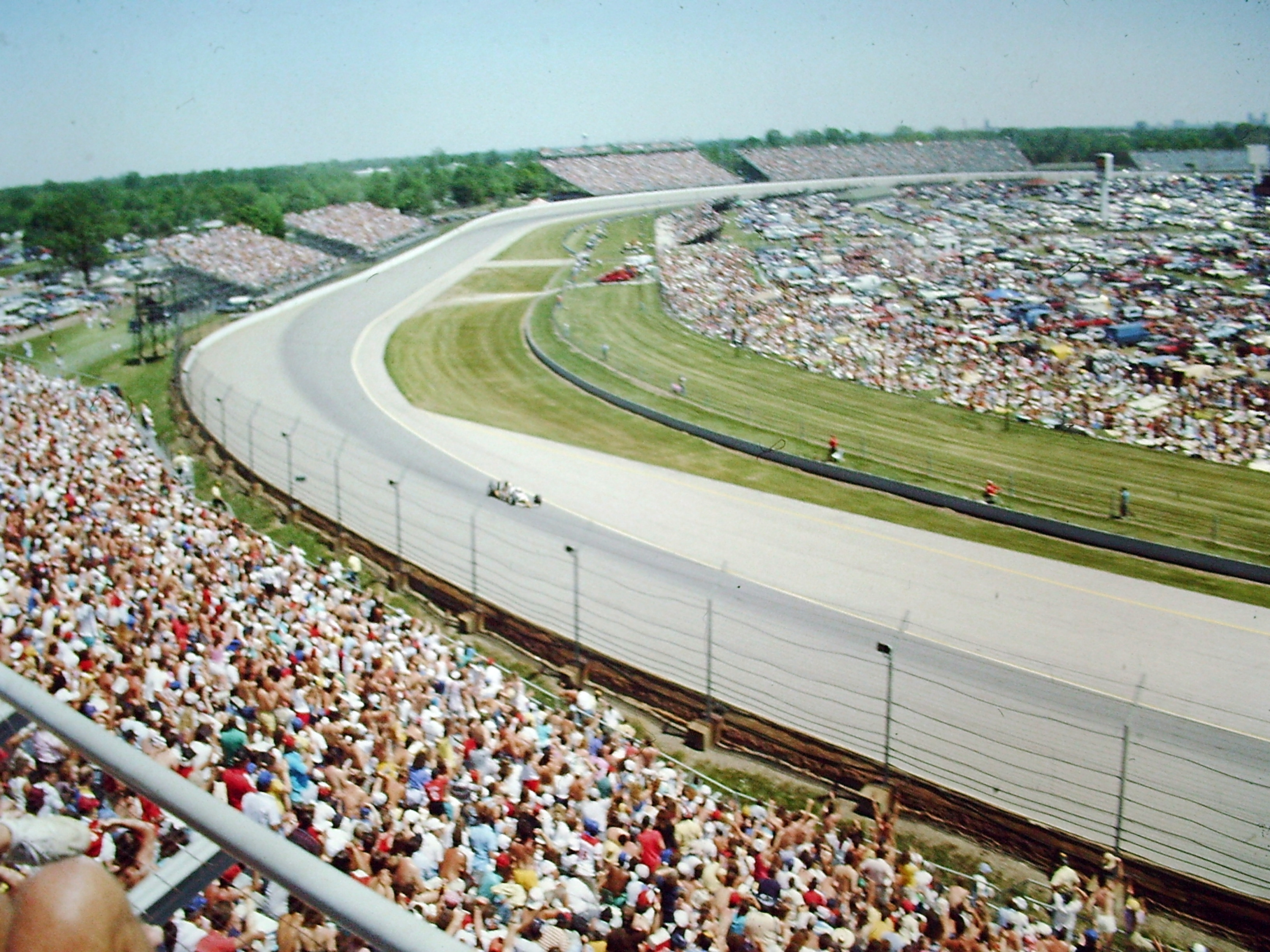
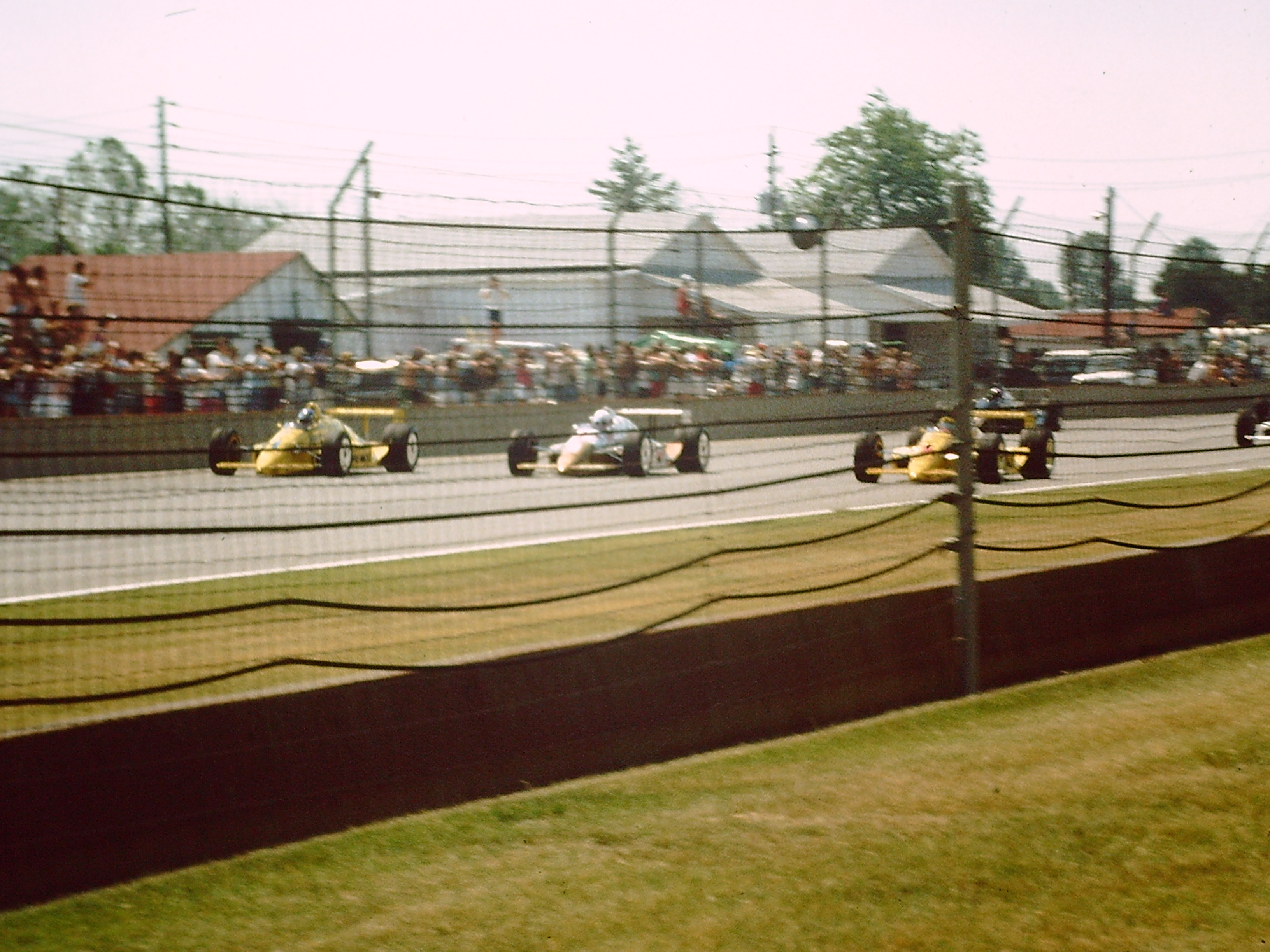
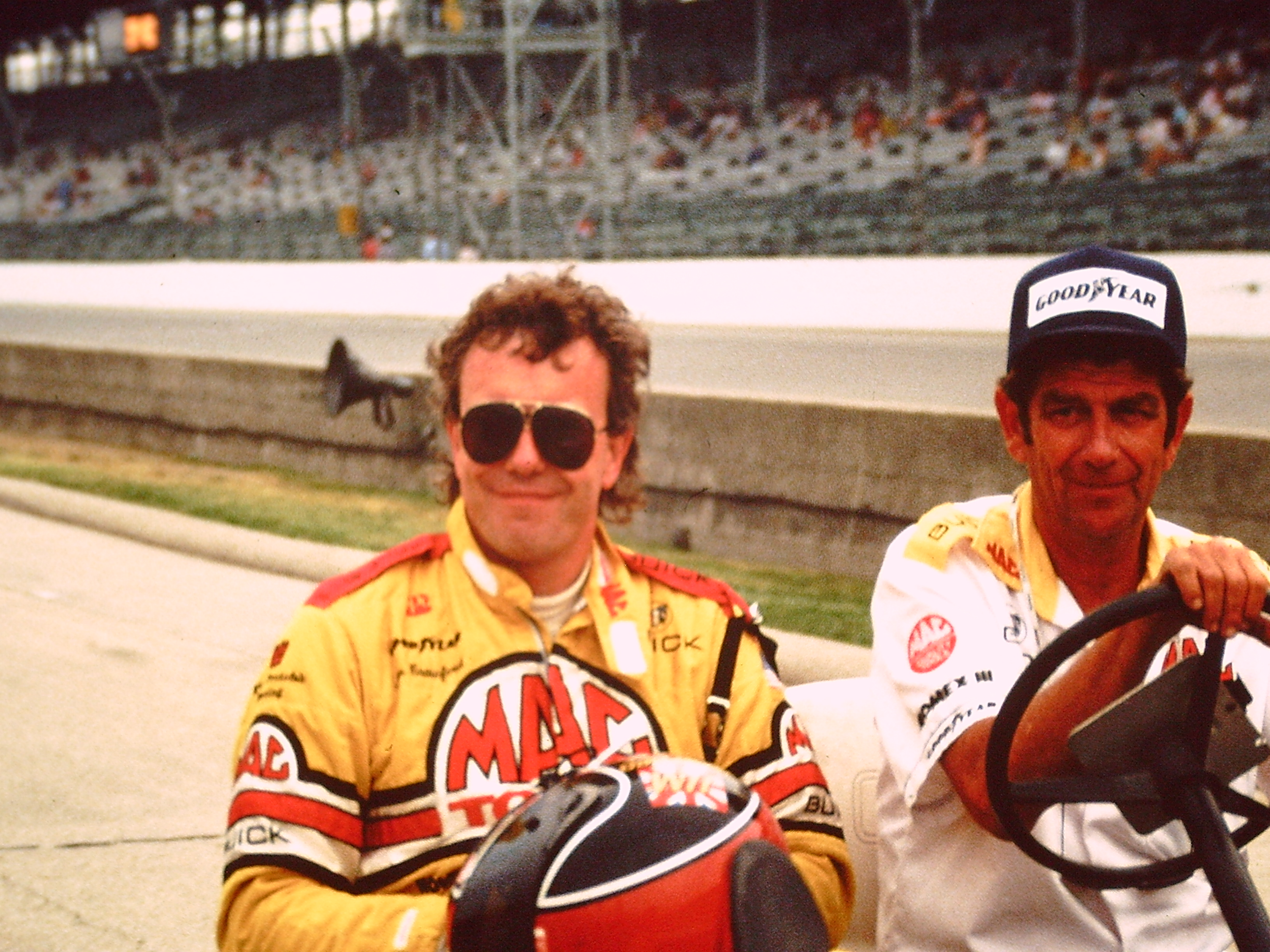